# Neocompsa lineolata
Neocompsa lineolata là một loài bọ cánh cứng trong họ Cerambycidae.